# Sunyani
Sunyiani é uma cidade do centro-oeste da região Brong-Ahafo, no Gana. Fica localizado no distrito de Sunyani Municipal. Segundo o censo demográfico de 2012, possui uma população de 248,496 habitantes.